# All Around the World (canção de Oasis)
"All Around the World" é uma canção da banda de rock britânica Oasis. Foi escrita por Noel Gallagher. É a décima faixa e terceiro single do álbum Be Here Now (1997), sendo lançada em 12 de janeiro de 1998, caracterizando-se como a música mais longa já gravada pelo grupo. A canção alcançou a posição número um no Reino Unido, tornando-se a canção mais longa a alcançar o número um, ganhando certificação de ouro. Este foi o último single da banda a ser lançado pelo selo da Creation Records. Alcançou o primeiro lugar na Irlanda e 15.ª posição na Billboard Alternative Airplay.
Com quase dez minutos de duração, a música é embelezada com peças de cordas e trompas, e é seguida pela instrumental de dois minutos "All Around the World (Reprise)". Após seu lançamento, as críticas foram geralmente positivas. Tal como acontece com muitas canções do Oasis, ela envia a mensagem de que "tudo ficará bem". Este foi o último single no Reino Unido a apresentar o guitarrista Paul "Bonehead" Arthurs e o baixista Paul McGuigan, antes de deixarem a banda em 1999.

## Posição nas paradas musicais

### Paradas semanais
| Parada (1998)                                  | Melhor posição |
| ---------------------------------------------- | -------------- |
| Austrália (ARIA)                               | 69             |
| Canadá (RPM Top Singles)                       | 20             |
| Europa (Eurochart Hot 100)                     | 7              |
| Finlândia (Suomen virallinen lista)            | 3              |
| Alemanha (Offizielle Deutsche Charts)          | 84             |
| Hungria (Mahasz)                               | 9              |
| Islândia (Íslenski Listinn Topp 40)            | 9              |
| Irlanda (IRMA)                                 | 1              |
| Itália (Musica e dischi)                       | 20             |
| Países Baixos (Single Top 100)                 | 47             |
| Nova Zelândia (Recorded Music NZ)              | 24             |
| Noruega (VG-lista)                             | 9              |
| Escócia (Scottish Singles Chart)               | 1              |
| Suécia (Sverigetopplistan)                     | 7              |
| Reino Unido (UK Singles Chart)                 | 1              |
| Reino Unido (OCC UK Indie)                     | 1              |
| Estados Unidos (Billboard Alternative Airplay) | 15             |

### Paradas de fim de ano
| País/Parada (1998)                  | Posição fixada |
| ----------------------------------- | -------------- |
| Islândia (Íslenski Listinn Topp 40) | 68             |
| Reino Unido (OCC)                   | 77             |